# Dunlop (udde)
Dunlop är en udde i Antarktis. Den ligger i Östantarktis. Nya Zeeland gör anspråk på området.
Terrängen inåt land är huvudsakligen kuperad, men norrut är den platt. Havet är nära Dunlop åt nordost. Trakten är obefolkad. Det finns inga samhällen i närheten.